# Україна (футбольний клуб)
«Украї́на» Львів (пол. Ukraina Lwów) — український футбольний клуб зі Львова, який існував упродовж 1911—1939, 1941—1944 років. Команда представляла футбольну секцію спортового товариства «Україна». Найсильніша українська футбольна команда Галичини 1920-1930-х років. Володар Кубка Галичини (Чаші професора Кубійовича) 1942. 1944 року радянська влада ліквідувала СТ «Україна».

## Історія

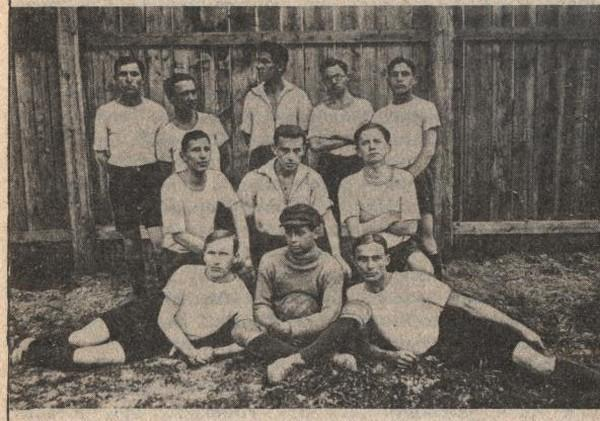
СТ «Україна» (Львів). 1923 рік

У травні 1904 року з ініціативи українських учнів «І Академічної Гімназії» у Львові, був організований клуб, який отримав назву «Український спортивний гурток» (УСК). На початку існування діяльність клубу була обмежена тільки організацією показових матчів і зустрічей.
Згідно зі спогадами Степана Шаха, проф. Іван Боберський у 1908 році організував серед учнів Академічної Гімназії «Спортовий Кружок гри ніжної пилки», який самі гімназисти називали «футбалевий клюб».
На базі клубу у вересні 1911 року з ініціативи професора Івана Боберського, котрий раніше працював в українській середній школі в Перемишлі, було засновано Спортове товариство «Україна».
15 жовтня 1911 року, через три тижні після першого установчого зібрання, «Україна» провела перший поєдинок. На стадіоні «Сокола-Батька» команда новоствореного товариства поступилася УСК з рахунком 1:2. Перший склад «України»: С. Королик, В. Богонос, К. Мацюрак, Д. Вахнянин, К. Шуховський, Степан Гайдучок, Роман Носківський, А. Зелений, І. Трушанко, В. Косаревич, Г. Лучаківський. Того ж року колектив провів ще 2 матчі — перемога 5:2 над «Чеським тімом», і поразка 0:5 від другої команди «Чарних».
У 1913 році команда вступила до Австрійського союзу копаного м'яча.
28 червня 1914 у Львові почався Шевченковий здвиг, що зібрав сотні змагунів зі всієї Галичини та Буковини. До програми здвигу входили й футбольні змагання. «Україна» перемогла «Поділля» (Тернопіль) — 4:1 і «Сянову Чайку» (Перемишль) — 4:0, але фінал з львівським УСК не відбувся, оскільки в другій половині дня після звістки про вбивство Франца Фердинанда, намісника престолу Австро-Угорської імперії, всі змагання припинено. Чимало гравців спортового товариства опинилося на фронті. Під час Першої світової загинули серед інших, К. Гусаківський, З. Дума, Роман Носківський, воротар Роман Перфецький і півзахисник Ананій Степанів (брат Олени).
Після Першої світової війни спортове товариство «Україна» відновило діяльність аж 1921 року, спочатку діяли тільки секції футболу та легкої атлетики. 1922 року команда провела товариські матчі, зокрема проти «Поділля» (Тернопіль) — 2:0 і 1:1, «Ютшенки» (Львів) — 4:3 і «Скали» (Стрий) — 4:3.
Лише у 1928 після організації Польським футбольним союзом «окружної ліги Львів», став членом ПЗПН і розпочав у ній змагання.

Клуб 12 сезонів (1928–1940) виступав у польській окружній лізі Львів — Класа A: розіграв 182 матчі, здобув 199 очок, різниця м'ячів 433—351.
У 1937, 1938 i 1939 року команда здобувала віце-чемпіонство окружної ліги. В цю пору керівником клубу був довголітній член Виділу СТ «Україна» Євген Чучман.
Свій останній матч до початку Другої світової війни команда розіграла 28 серпня 1939 року, перемігши 4:0 РКС (Львів). У вересні 1939 року західну Україну зайняли радянські війська й комуністи ліквідували всі товариства, у тому числі і спортивні. У радянських в'язницях і таборах загинули футболісти «України»: воротар Петро Гнура, Богдан Кузьма і лівий крайній Євстахій Тихоліз. Деяких гравців товариства запрошували провідні клуби СРСР. Так, Олександр Скоцень на початку 1940 року проводив тренувальний збір з «Динамо» (Москва), але в підсумку опинився в «Динамо» (Київ).
У 1942 клуб відновлено, того ж року він став чемпіоном Галичини. Під час німецької окупації 1942—1944 років брав участь у чемпіонаті Галичини. У серпні 1944 року, коли Львів окупували радянські війська, клуб знову розформовано.

## Титули та досягнення
- Чемпіон Галичини:: 1942.
- триразові віце-чемпіони Львівськоі окружної ліги:1937,1938,1939.
- Володар Чаші УЦК:1941,
- фіналіст Всеукраїнської Чаші:1925,1926.

## Відомі гравці

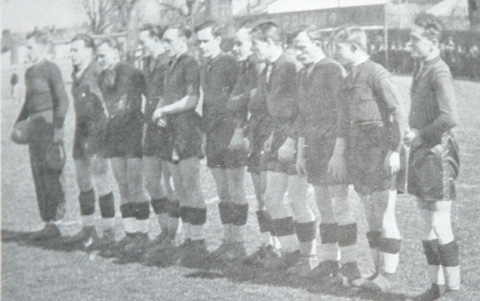
СТ «Україна» (Львів). 1936 рік

Найпопулярніші футболісти команди у міжвоєнний період (згідно з опитуванням львівської газети «Змаг», 1938):
- Володимир Богурат (1937—1939, 1941—1944)
- Василь Босий (1935—1939, 1941—1942; у рейтингу «Змага» фігурував Володимир Босий)
- Володимир Воробець (1927—1939, 1941—1944)
- Володимир Кобзяр (1923—1931, 1941—1944)
- Степан Магоцький (1928—1939, 1941—1944)
- Карло Мікльош (1932—1939, 1941—1944)
- Осип Петрів (1926—1932, 1936—1939)
- Олександр Скоцень (1935—1939, 1941—1944)

Серед інших популярних гравців, які не потрапили до лідерів опитування:
- Юрій Зубач (1938—1939, 1941—1944)
- Володимир Лисик (1914—1925, 1929—1939, 1941—1944)

## Однострій
Відповідно до малюнків у виданні 25-ліття С. Т. «Україна» (Львів, 1936, с. 48-49):
| 1911—1912 | 1913 |

| 1921—1922 | 1923 | 1924 | 1925 | 1925 | 1926 | 1927 |

| 1928—1932 | 1933 | 1934 | 1935 | 1935 | 1936—1937 |  |